# Jaramilloa
Jaramilloa là một chi thực vật có hoa trong họ Cúc (Asteraceae).

## Loài
Chi Jaramilloa gồm các loài: